# Maximilian Bröske
Maximilian Bröske (ur. 27 października 1869 w Elblągu, zm. 2 listopada 1939 w Zabrzu) – niemiecki lekarz weterynarii, botanik, taternik i alpinista. Od 1895 r. był mężem taterniczki Katherine Bröske.
Rodzicami Maxa byli kupiec Karl Wilhelm Bröske i Wilhelmina z d. Schröter. Na początku 1891 studiował weterynarię w Królewskiej Wyższej Szkole Weterynaryjnej w Monachium, by po jednym semestrze przenieść się do Królewskiej Wyższej Szkoły Weterynaryjnej w Berlinie, którą ukończył w 1894 r. Następnie pracował w zawodzie, najpierw w swoim rodzinnym mieście, a od 1897 r. na Górnym Śląsku. Wkrótce po przybyciu na Śląsk objął w 1898 r. posadę dyrektora w  nowo zbudowanej rzeźni w Zabrzu i w mieście tym mieszkał do śmierci. W 1925 r. doktoryzował się na macierzystej uczelni, broniąc pracę pt. Untersuchungen über Faserknorpel beim Pferde (Badania nad tkanką chrzęstną włóknistą u koni).
Bröske przeżył swoją żonę o dziesięć lat. Zmarł w swoim mieszkaniu w Zabrzu. Jego ciało spalone zostało w krematorium w Gliwicach, a urna pozostawała w nim jeszcze w sierpniu 1940 r.
Maximilian Bröske był aktywnym taternikiem w latach 1902–1907. Jego głównymi partnerami wspinaczkowymi byli żona i Simon Häberlein, wspinał się także z Konradem i Ludwigiem Koziczinskimi.

## Ważniejsze tatrzańskie osiągnięcia wspinaczkowe
- pierwsze przejście południowej ściany Ostrego Szczytu, z zejściem wschodnią granią (15 września 1905 r.), wraz z żoną i S. Häberleinem,
- pierwsze zarejestrowane wejście na Strzelecką Turnię, wraz z Johannem Breuerem i Hunsdorferem seniorem,
- pierwsze wejście zimowe na Niżnią Wysoką Gerlachowską, wraz z Hunsdorferem seniorem,
- pierwsze przejście zachodniej ściany Małej Kończystej, wraz z Ludwigiem i Konradem Koziczinskimi (1906 r.); komin, którym tego dokonali, nazwano na ich cześć Kominem Bröskego i Koziczinskich, a droga ta uważana przez pewien czas za jedną z najtrudniejszych w Tatrach[2].